# Los Angeles Magazine
Los Angeles Magazine est un magazine mensuel américain fondé en 1961.

## Historique
En 1977, American Broadcasting Company achète le mensuel à vocation locale Los Angeles Magazine, l'ajoute à son portefeuille de publications et nomme Seth Baker responsable de la division.
Le 24 janvier 2000, la société Emmis Communications basée à Indianapolis achète le mensuel Los Angeles Magazine à ABC selon des termes non dévoilés.
Le 28 février 2017, Hour Media achète le magazine.